# Bacia do rio Caí
A Bacia do Caí situa-se na Região Hidrográfica do Guaíba, na porção nordeste do Rio Grande do Sul. Abrange as províncias geomorfológicas do Planalto Meridional e Depressão Central.
Possui uma área de 4 983 km² e população estimada em 656 577 habitantes em 2020, abrangendo municípios como Bom Princípio, Canela, Caxias do Sul, Feliz, Harmonia, Lindolfo Collor, Linha Nova, Montenegro, Nova Petrópolis, Pareci Novo, Picada Café, Presidente Lucena, Santa Maria do Herval, São Francisco de Paula, São José do Hortêncio, São Sebastião do Caí, Sapiranga e Vale Real.
Suas nascentes estão localizadas em São Francisco de Paula, a 1 km de altitude. Os principais afluentes do Rio Caí são os arroios Cará, Cadeia, Forromeco, Mauá, Maratá e Piaí. Os principais usos da água nesta bacia se destinam a irrigação, uso industrial e abastecimento público. A exploração agrícola intensa e o desmatamento das encostas declivosas e a poluição hídrica no curso médio e inferior são os maiores problemas enfrentados nesta bacia.
Altitude e localização de alguns dos corpos de água principais
| Principais corpos de água | Principais corpos de água | Altitude/ nascente principal | Localização            |
| ------------------------- | ------------------------- | ---------------------------- | ---------------------- |
| Rio Caí                   | Arroio São Jorge          | 1000 m                       | São Francisco de Paula |
| Rio Caí                   | Rio Santa Cruz            | 965 m                        | São Francisco de Paula |
| Rio Caí                   | Arroio do Junco           | 1000 m                       | São Francisco de Paula |
| Rio Caí                   | Rio do Pinto              | 960 m                        | São Francisco de Paula |
| Rio Piaí                  | Rio Piaí                  | 940 m                        | Caxias do Sul          |

Unidades de conservação
| Unidade de conservação         | Município                                                               | Área (ha) |
| ------------------------------ | ----------------------------------------------------------------------- | --------- |
| Parque Estadual Delta do Jacuí | Canoas Charqueadas Eldorado do Sul Nova Santa Rita Porto Alegre Triunfo | 17 245,00 |
| Floresta Nacional de Canela    | Canela                                                                  | 557,64    |
| Parque Estadual do Caracol     | Canela Gramado                                                          | 100,00    |